# 豊川善曄
豊川 善曄（とよかわ ぜんよう 1888年 - 1941年）は、日本の教育者。沖縄県石垣島出身、東京高等師範学校卒。1928年より沖縄県立第三中学校教頭。1933年、朝鮮に渡り興亜学院を創立し院長となる。
沖縄県立第三中学校の教諭であった時期には、教師というのは日本政府による同化政策を無批判に推し進めているとされていた。だが当時の豊川善曄は強い沖縄人の意識をあらわにし、その必要性を訴えた。そして沖縄県内においての郷土史教育を推し進めてきた。郷土史教育を行う目的は、魂の振興であるとした。これは薩摩藩に支配されて以来、押さえつけられて萎縮していた沖縄人の民族魂を解放て元通り元気よく活動させるということである。沖縄人の溌剌としていた往時の面影が無くなっているのは、同化を推し進めて角を矯めて民族魂を殺したためであるとした。だが郷土史教育を行うことで、尚真王時代より働いてきた民族魂が目を覚まし、失われた精神を呼び起こし、沖縄の自力再生の力となるとした。